# Tachinus basalis
Tachinus basalis är en skalbaggsart som beskrevs av Wilhelm Ferdinand Erichson 1840. Tachinus basalis ingår i släktet Tachinus, och familjen kortvingar. Arten är reproducerande i Sverige.